# سیارک ۲۱۷
سیارک ۲۱۷ (به انگلیسی: 217 Eudora) دویست و هفدهمین سیارک کشف شده‌است که در ۳۰ اوت ۱۸۸۰ و در مارسی کشف شد.
قدر مطلق سیارک برابر ۹٫۸۰ است.